# Malyj Pograničnyj
Мalyj Pograničnyj (in russo Малый Пограничный; in finlandese Martinsaari) è una delle isole russe che si trova al confine finlandese nel golfo di Finlandia, nelle acque del mar Baltico. Amministrativamente fa parte del Vyborgskij rajon dell'oblast' di Leningrado, nel Circondario federale nordoccidentale.

## Geografia
Мalyj Pograničnyj, che si trova a sud-ovest di Bol'šoj Pograničnyj, ha la sua punta nord-occidentale collegata da un fondale basso all'isola finlandese di Vanhasaari. L'isola è prevalentemente ricoperta da foreste di conifere e paludi. Adiacenti, a nord, si trovano le isole di Požog (Пожог), Ovečij (Овечий) e Verchnij (Верхний); a sud-est Dikij Kamen' (Дикий Камень), Tvërdyj (Твёрдый) e Kozlinyj (Козлиный).

## Storia
Fino al 1920 si chiamava Martinsari e apparteneva alla Russia. Dal 1920 al 1940, con lo stesso nome, faceva parte della Finlandia. C'era un omonimo insediamento (Martinsari) sull'isola, la popolazione era impegnata nella pesca, nella caccia alle foche e nella costruzione di barche. Altre parti dello stesso insediamento erano su Tvërdyj, Ovečij, Verchnij e Vanhasaari (quest'ultima fa ora parte della Finlandia).
Dal 1920 al 1940, l'isola appartenne alla Finlandia, poi tornò alla Russia e fu inclusa nell'URSS. Occupata nel 1941, durante la seconda guerra mondiale, nel 1944 i finlandesi restituirono l'isola, la cui appartenenza territoriale fu confermata dal Trattato di Parigi con la Finlandia del 1947.